# Хантерс Крик (Флорида)
Хантерс Крик (енгл. Hunters Creek) насељено је место без административног статуса у америчкој савезној држави Флорида.

## Демографија
По попису из 2010. године број становника је 14.321, што је 4.952 (52,9%) становника више него 2000. године.
| Група             | 2000.         | 2010.         |
| Белци             | 6.751 (72,1%) | 6.947 (48,5%) |
| Афроамериканци    | 485 (5,2%)    | 1.089 (7,6%)  |
| Азијати           | 671 (7,2%)    | 971 (6,8%)    |
| Хиспаноамериканци | 1.296 (13,8%) | 5.094 (35,6%) |
| Укупно            | 9.369         | 14.321        |